# Vincenz Liechtenstein
Vincenz Liechtenstein (Graz, 30 juli 1950 - Waldstein, 14 januari 2008) was een Oostenrijks politicus voor de christelijke partij ÖVP.
Liechtenstein was een kleinzoon van de keizer Karel I van Oostenrijk. Hij was tweemaal getrouwd en uit zijn eerste huwelijk kreeg hij twee dochters.
In 1974 was Liechtenstein medeoprichter van de JES-Studenteninitiative in Oostenrijk. Ook zat hij in het bestuur van het Katholische Familienverband (een katholieke familieorganisatie) en de Sudetendeutsche Landsmannschaft (een organisatie die voor de rechten van de verdreven Sudeten-Duitsers opkomt).
Liechtenstein was lid van de Oostenrijkse Bondsraad (1988–1996, 1997–2004). Tussen 2004 en 2006 was hij bovendien kamerlid namens de ÖVP in de Oostenrijkse Nationale Raad.
In 2005 haalde hij de Oostenrijkse pers doordat een zitting van het parlement onderbroken moest worden op aanvraag van de afgevaardigde van de Groenen Peter Pilz omdat Liechtenstein dronken in het parlement zat.